# 42377 KLENOT
42377 KLENOT è un asteroide della fascia principale. Scoperto nel 2002, presenta un'orbita caratterizzata da un semiasse maggiore pari a 2,4006408 UA e da un'eccentricità di 0,1137990, inclinata di 6,20293° rispetto all'eclittica.